# سايمور دريشر
سايمور دريشر (بالإنجليزية: Seymour Drescher)‏ هو مؤرخ أمريكي، ولد في 20 فبراير 1934 في ذا برونكس في الولايات المتحدة.